# Wereldkampioenschap dammen 1998 (match)
De match om het wereldkampioenschap dammen 1998 werd van 21 augustus t/m 9 september 1998 in Izjevsk gespeeld door titelverdediger Aleksej Tsjizjov en Aleksandr Schwarzman die hem mocht uitdagen als winnaar van het in december 1997 gespeelde kandidatentoernooi in Stadskanaal. 
De match werd gespeeld om 2 gewonnen sets van 5 partijen met eventueel een barrage. 
Schwarzman verloor de 1e set en won de 2e en 3e set en daarmee de match en de wereldtitel. 

## Set 1
De partijen met regulier tempo van de 1e set werden gespeeld van 21 t/m 25 augustus. 
Tsjizjov won de 2e partij en Schwarzman de 3e partij zodat de set in eerste instantie in 5-5 eindigde. 
Schwarzman won vervolgens de tiebreak door de 5e partij te winnen. 

## Set 2
De partijen met regulier tempo van de 2e set werden gespeeld van 28 augustus t/m 1 september. 
Alle partijen eindigden in remise. 
Op 2 september werden 6 sneldampartijen gespeeld die alle in remise eindigden. 
Op 3 september won Schwarzman de 3e sneldampartij van die dag en daarmee de set.

## Set 3
De partijen met regulier tempo van de 3e set werden gespeeld van 5 t/m 9 september. 
Schwarzman won de 2e partij en omdat de andere partijen van de set in remise eindigden ook de set en de match. 